# Чешка на Светском првенству у атлетици на отвореном 2011.
Чешка је на 13. Светском првенству у атлетици на отвореном 2011. одржаном у Тегу од 27. августа до 4. септембра, учествовала десети пут, односно учествовала је под данашњим именом на свим првенствима од 1993. до данас. Репрезентацију Чешке представљало је 21 такмичар (8 мушкараца и 13 жена) који су се такмичили у 17 (7 мушких и 10 женских) дисциплина.,
На овом првенству Чешка је по броју освојених медаља делила 14. место са једном медаљом (златна). Оборена су један лични и пет најбоља лична резултата у сезони. 
У табели успешности према броју и пласману такмичара који су учествовали у финалним такмичењима (првих 8 такмичара) Чешка Република је са 7 учесника у финалу делила 14. месту са 28 бодова.
| Плас. | Земља | 1. место | 2. место | 3. место | 4. место | 5. место | 6. место | 7. место | 8. место | Бр. финал. | Бод. |
| ----- | ----- | -------- | -------- | -------- | -------- | -------- | -------- | -------- | -------- | ---------- | ---- |
| =14.  | Чешка | 1        | 0        | 0        | 2        | 1        | 0        | 3        | 0        | 7          | 28   |

## Учесници
| Мушкарци: - Павел Маслак — 200 м - Јарослав Баба — Скок увис - Јан Кудличка — Скок мотком - Јан Марсел — Бацање кугле, Бацање диска - Витјезслав Весели — Бацање копља - Јакуб Вадлејх — Бацање копља - Петр Фридрих — Бацање копља - Роман Шебрле — Десетобој | Жене: - Дениза Росолова — 400 м, 4 × 400 м - Луција Шкробакова — 100 м препоне - Зузана Хејнова — 400 м препоне, 4 × 400 м - Марцела Лустигова — 3.000 м препреке - Зузана Бергерова — 4 × 400 м - Јитка Бартоничкова — 4 × 400 м - Луси Пелантова — Ходање 20 км - Зузана Шиндлерова — Ходање 20 км - Јиржина Птачњикова — Скок мотком - Вера Поспишилова-Цехлова — Бацање диска - Барбора Шпотакова — Бацање копља - Јармила Климешова — Бацање копља - Катерина Цахова — Седмобој |

## Освајачи медаља (1)

### Злато (1)
- Барбора Шпотакова — Бацање копља

## Резултати

### Мушкарци
| Атлетичар         | Дисциплина   | Лични рекорд | Квалификације | Квалификације | Полуфинале            | Полуфинале   | Финале               | Финале       | Детаљи |
| Атлетичар         | Дисциплина   | Лични рекорд | Резултат      | Место         | Резултат              | Место        | Резултат             | Место        | Детаљи |
| ----------------- | ------------ | ------------ | ------------- | ------------- | --------------------- | ------------ | -------------------- | ------------ | ------ |
| Павел Маслак      | 200 м        | 20,66        | 20,63 КВ, ЛР  | 3. у гр. 2    | 20,87                 | 5. у гр. 1   | Није се квалификовао | 14 / 23 (54) |        |
| Јарослав Баба     | Скок увис    | 2,37         | 2,31 КВ       | 4. у гр. А    |                       |              | 2,32                 | 4 / 32 (34)  |        |
| Јан Кудличка      | Скок мотком  | 5,70         | 5,50 кв       | 6. у гр. Б    | 5,65 ЛРС              | 9 / 26 (28)  |                      |              |        |
| Јан Марсел        | Бацање кугле | 21,47        | 19,51         | 9. у гр. А    | Није се квалификовао  | 20 / 27      |                      |              |        |
| Јан Марсел        | Бацање диска | 66,00        | 62,29         | 6. у гр. Б    | Није се квалификовао  | 13 / 30 (33) |                      |              |        |
| Витјезслав Весели | Бацање копља | 86,45        | 81,64 кв      | 5. у гр. А    | 84,11 ЛРС             | 4 / 36 (37)  |                      |              |        |
| Јакуб Вадлејх     | Бацање копља | 84,47        | 80,08         | 8. у гр. А    | Нису се квалификовали | 16 / 36 (37) |                      |              |        |
| Петр Фридрих      | Бацање копља | 88,23        | 76,18         | 11. у гр. Б   | Нису се квалификовали | 24 / 36 (37) |                      |              |        |

#### Десетобој
| Дисциплина    | Роман Шебрле | Роман Шебрле | Роман Шебрле | Роман Шебрле | Роман Шебрле | Роман Шебрле |
| Дисциплина    | Лич. рек.    | Резултат     | Бод.         | Плас.        | Укупно       | Плас.        |
| ------------- | ------------ | ------------ | ------------ | ------------ | ------------ | ------------ |
| 100 м         | 10,64        | 11,25        | 806          | 26.          | 806          | 26.          |
| Скок удаљ     | 8,11         | 7,30         | 886          | 14.          | 1.692        | 20.          |
| Бацање кугле  | 16,47        | 15,20        | 802          | 7.           | 2.494        | 13.          |
| Скок увис     | 2,15         | 2,05         | 850          | 4.           | 3.344        | 9.           |
| 400 м         | 47,76        | 51,18 ЛРС    | 761          | 24.          | 4.105        | 13.          |
| 110 м препоне | 13,79        | 14,75 ЛРС    | 880          | 18.          | 4.985        | 16.          |
| Бацање диска  | 49,46        | 46,93        | 807          | 8.           | 5.792        | 13.          |
| Скок мотком   | 5,20         | 4,80         | 849          | 13.          | 6.641        | 12.          |
| Бацање копља  | 71,18        | 67,28        | 848          | 5.           | 7.489        | 8.           |
| 1.500 м       | 4:21,98      | 4:56,50      | 580          | 21.          | 8.069        | 14.          |
| Десетобој     | 9.026 НР     |              |              |              | 8.069        | 14 / 22 (30) |

### Жене
| Атлетичарка                                                        | Дисциплина       | Лични рекорд        | Квалификације   | Квалификације | Полуфинале            | Полуфинале   | Финале                | Финале       | Детаљи |
| Атлетичарка                                                        | Дисциплина       | Лични рекорд        | Резултат        | Место         | Резултат              | Место        | Резултат              | Место        | Детаљи |
| ------------------------------------------------------------------ | ---------------- | ------------------- | --------------- | ------------- | --------------------- | ------------ | --------------------- | ------------ | ------ |
| Дениса Росолова                                                    | 400 м            | 50,84               | 52,51 КВ        | 4. у гр. 5    | 52,51                 | 6. у гр. 3   | Нису се квалификовале | 20 / 33 (37) |        |
| Луција Шкробакова                                                  | 100 м препоне    | 12,73 (+0,8 м/с) НР | 12,89 КВ, ЛРС   | 3. у гр. 4    | 12,98                 | 7. у гр. 2   | Нису се квалификовале | 16 / 38 (39) |        |
| Зузана Хејнова                                                     | 400 м препоне    | 53,29 НР            | 55,12 КВ        | 1. у гр 2     | 54,76 КВ              | 2. у гр. 3   | 54,23                 | 7 / 38       |        |
| Марцела Лустигова                                                  | 3.000 м препреке | 9:41,87             | 10:12,54        | 8. у гр. 2    |                       |              | Није се квалификовала | 25 / 26 (33) |        |
| Дениса Росолова Зузана Бергерова Јитка Бартоничкова Зузана Хејнова | 4 х 400 м        | 3:20,32 НР          | 3:26,01 кв, НРС | 3. у гр. 2    | 3:26,57               | 7 / 19 (20)  |                       |              |        |
| Луси Пелантова                                                     | 20 км ходање     | 1:32:57             |                 |               |                       |              | 1:35:45               | 22 / 37 (50) |        |
| Зузана Шиндлерова                                                  | 20 км ходање     | 1:32:10             | 1:39:57         | 31 / 37 (50)  |                       |              |                       |              |        |
| Јиржина Птачњикова                                                 | Скок мотком      | 4,66                | 4,55 кв         | 4. у гр. Б    |                       |              | 4,65 ЛРС              | 7 / 30 (35)  |        |
| Вера Поспишилова-Цехлова                                           | Бацање диска     | 67,71               | 53,87           | 11. у гр. А   | Није се квалификовала | 22 / 23 (24) |                       |              |        |
| Барбора Шпотакова                                                  | Бацање копља     | 72,28 НР            | 63,40 КВ        | 2. у гр. Б    | 71,58                 |              |                       |              |        |
| Јармила Климешова                                                  | Бацање копља     | 62,60               | 59,65 кв        | 7. у гр. А    | 59,27                 | 7 / 27 (28)  |                       |              |        |

- Атлетичарке у штафети означене звездицама били су резерве и нису учествовале у трци штафете, а означене бројем 2 су учествовали и у некој од појединачних дисциплина.

#### Седмобој
| Дисциплина    | Катерина Цахова | Катерина Цахова | Катерина Цахова | Катерина Цахова | Катерина Цахова | Катерина Цахова |
| Дисциплина    | Лични рекорд    | Резултат        | Бод.            | Плас.           | Укупно          | Плас.           |
| ------------- | --------------- | --------------- | --------------- | --------------- | --------------- | --------------- |
| 100 м препоне | 13,67           | 13,81 ЛРС       | 1.005           | 22.             | 1.005           | 22.             |
| Скок увис     | 1,85            | 1,77            | 941             | 18.             | 1.946           | 21.             |
| Бацање кугле  | 12,90           | 11,64           | 637             | 26.             | 2.583           | 25.             |
| 200 м         | 24,75           | 25,36           | 854             | 19.             | 3.437           | 23.             |
| Скок удаљ     | 6,40            | 5,97            | 840             | 22.             | 4.277           | 24.             |
| Бацање копља  | 47,47           | 43,98           | 744             | 11.             | 5.021           | 23.             |
| 800 м         | 2:13,74         | 2:15,43         | 887             | 15.             | 5.908           | 20.             |
| Седмобој      | 6.123           |                 |                 |                 | 5.908           | 20 / 24 (28)    |